# Amineptină
Amineptina este un medicament antidepresiv din clasa antidepresivelor triciclice și a fost utilizat în tratamentul depresiei majore. Medicamentul a fost retras de pe piață din cauza hepatotoxicității sale. Calea de administrare disponibilă era cea orală.